# A Bloody Lucky Day
A Bloody Lucky Day (운수 오진 날?, Unsu ojin nalLR) è una miniserie televisiva sudcoreana basata sull'omonimo webtoon di Aporia. La serie ha debuttato in Corea del Sud il 4 ottobre 2023 su Tving.

## Trama
A Oh Taek, un normale tassista, viene offerto un prezzo elevato per portare un passeggero a Mokpo. Accetta con riluttanza, ma presto si rende conto che il suo passeggero è un serial killer. Oh Taek deve ora intraprendere un viaggio terrificante, usando tutta la sua astuzia e intraprendenza per sopravvivere.

## Puntate
| nº | Titolo originale          | Titolo italiano                             | Pubblicazione Corea | Pubblicazione Italia |
| -- | ------------------------- | ------------------------------------------- | ------------------- | -------------------- |
| 1  | 택시 드라이버             | Il tassista                                 | 24 novembre 2023    | 1º febbraio 2024     |
| 2  | 좋은 사람은 찾기 힘들다   | Le brave persone non sono facili da trovare | 24 novembre 2023    | 1º febbraio 2024     |
| 3  | 모든 일에는 대가가 따른다 | Tutto ha un prezzo                          | 24 novembre 2023    | 1º febbraio 2024     |
| 4  | 양과 늑대                 | La pecora e il lupo                         | 24 novembre 2023    | 1º febbraio 2024     |
| 5  | 웃는 남자                 | L'uomo che ride                             | 24 novembre 2023    | 1º febbraio 2024     |
| 6  | 일어날 일은 일어난다      | Succeda quel che deve succedere             | 24 novembre 2023    | 1º febbraio 2024     |
| 7  | 불행은 이유를 묻지 않는다 | La sfortuna non guarda in faccia nessuno    | 8 dicembre 2023     | 1º febbraio 2024     |
| 8  | 운수 좋은 날              | Un giorno fortunato                         | 8 dicembre 2023     | 1º febbraio 2024     |
| 9  | 눈에는 눈, 이에는 이      | Occhio per occhio, dente per dente          | 8 dicembre 2023     | 1º febbraio 2024     |
| 10 | 삶이 그대를 속일지라도    | L'inganno della vita                        | 8 dicembre 2023     | 1º febbraio 2024     |

### Il tassista
- Titolo originale: 택시 드라이버

#### Trama
Seul. Oh Taek, un tassista fortemente indebitato e per questo separato da moglie e figli, sente che la giornata che sta per iniziare sarà fortunata perché durante la notte ha sognato maiali, che sono presagio di buona sorte. Così gioca un biglietto alla lotteria prima di andare al lavoro dove inizia il suo turno da tassista. Durante la giornata viene a sapere che il figlio ha perso al gioco d'azzardo una somma pari a 4000000 won sudcoreano che la moglie teneva da parte per la retta scolastica della figlia. Nonostante la giornata fruttuosa rispetto al normale, chiede aiuto a diverse persone per racimolare la somma che ha promesso alla moglie di darle. Mentre sta per rientrare nel parcheggio aziendale viene fermato da un misterioso ragazzo, Geum Hyeok-soo, che gli chiede di aiutarlo ad arrivare a casa con un'ultima corsa della giornata essendo tutti a fine turno, riluttante sulle prime decide poi di accettare. Accompagnato il ragazzo a casa, Hyeok-soo gli chiede un ulteriore favore, portarlo a Mokpo per il doppio dei soldi necessari, Oh Taek non accetta ma poi pensa ai soldi promessi alla moglie e a quel milione che gli manca, così butta in battuta di accettare per 1000000 won sudcoreano, Hyeok-soo accetta di pagarlo e partono.
Nel frattempo Hwang Soon-kyu è sulle tracce dell'assassino di suo figlio nonostante le forze dell'ordine, in assenza di prove, non possono indagare. Scopre che è Hyeok-soo ma il detective a capo delle indagini non può accettare le prove che gli ha portato perché raccolte infrangendo la legge. Parte così la sua corsa a trovare da sola Hyeok-soo.
Lungo il tragitto Hyeok-soo racconta a Oh Taek alcuni particolari del suo passato, come l'incidente che lo ha privato di provare paura e dolore, e mentre i due si provano a farsi paura l'un l'altro, Oh Taek perde momentaneamente il controllo del taxi invadendo la corsia dove stava sopraggiungendo un camper che ha da ridire sulla sua manovra. Poco dopo i due si fermato ad una area di sosta per riposare quando vengono raggiunti dal camperista che inveisce contro Oh Taek che torna al taxi, durante l'attesa di Hyeok-soo non sa che quest'ultimo ha assassinato il camperista.
- Durata: 65 minuti

### Le brave persone non sono facili da trovare
- Titolo originale: 좋은 사람은 찾기 힘들다

#### Trama
Durante il viaggio Hyeok-soo racconta a Oh Taek di essere stato innamorato di Yoon Se-na durante la scuola, un amore che lo portato ad iscriversi a teatro dove lei recitava e che, con il passare del tempo i due erano diventati più che amici. Un giorno però Se-na decide di lasciarlo per un altro ragazzo, Hyeok-soo non è molto felice della cosa ed inizia a stuzzicarlo avendo però la peggio. Dopo l'incidente si sentiva più forte e questo lo ha portato ad affronte nuovamente il ragazzo di Se-na, i due hanno una lite sul tetto della scuola e Hyeok-soo vede il rivale cadere e perdere la vita. Il racconto intimidisce Oh Taek che inizia a pensare che forse non è stata la scelta giusta accettare la corsa e, mentre Hyeok-soo è distratto, attiva il segnale luminoso di pericolo del taxi ma Oh Taek capsice che nessuno attorno a lui interpreta il segnale. Poco dopo due automobilisti interpretano il segnale di pericolo e si accostano al taxi, poi decidono di seguirlo. Hyeok-soo chiede a Oh Taek di fermarsi alla successiva area di sosta e quando anche i due automobilisti arrivano Oh Taek scende di corsa chiedendo aiuto mentre i due affrontano Hyeok-soo non sapendo che è un assassino.
- Durata: 65 minuti

### Tutto ha un prezzo
- Titolo originale: 모든 일에는 대가가 따른다

#### Trama
Oh Taek viene costretto da Hyeok-soo ad aiutarlo a nascondere i due corpi, Oh Taek si accorge che uno di loro è ancora vivo e convince Hyeok-soo a non assassinarlo, di contro però Hyeok-soo lo fa mettere nel bagagliaio del taxi e fa pagare ad Oh Taek una punizione. Una volta ripartiti verso Mukpo, Hyeok-soo rivela che dopo il primo omicidio ha iniziato a sentirsi come se avesse finalmente trovato la sua vera vocazione: uccidere. Le sue prime vittime erano persone che considerava inutili, emarginati senza nessuno scopo e che nessuno li avrebbe cercati. Tuttavia, uccidere queste persone non gli procurava soddisfazione, poiché non venivano mai menzione da nessuna parte, così ha iniziato a cercare una sfida maggiore. La sua attenzione si è concentrata su Nam Yoon-ho, un ragazzo con una famiglia che lo amava e che poteva essere rintracciato dalla polizia. Hyeok-soo ha quindi escogitato un piano per fare in modo che si suicidasse. Dopo aver appreso un punto debole, ha iniziato a tormentarlo cercando di distruggere la sua carriera politica, ma quando questo approccio non ha funzionato ha escogitato un piano più subdolo: gli ha fatto assumere di nascosto una serie di farmaci che lo hanno portato ad avere visioni e allucinazioni. Yoon-ho è stato trovato morto nel suo appartamento da sua madre Soon-kyu, Hyeok-soo ha assistito al suo funerale con grande soddisfazione. Nel presente, Oh Taek e Hyeok-soo vengono raggiunti da un'auto della polizia autostradale che li fa accostare per un accertamento dopo una segnalazione, Oh Taek è costretto a mentire per proteggere la sua famiglia. Una volta ripartiti Oh Taek decide di ribellarsi a Hyeok-soo, scatta una colluttazione che li porta ad avere un incidente.
- Durata: 47 minuti

### La pecora e il lupo
- Titolo originale: 양과 늑대

#### Trama
Hyeok-soo decide di punire Taek dopo essere stato nuovamente tradito, la sorte però lo salva da una situazione pericolosa, poi i due si incamminano in cerca di un'auto. Poco dopo Taek aggredisce Hyeok-soo e tenta una rocambolesca fuga durante la quale riesce a chiamare la polizia con un cellulare che ha recuperato. Nel frattempo Soon-kyu è sempre più vicina, trova il taxi e l'uomo rapito ancora vivo e chiama i soccorsi; nel mentre la polizia inizia ad indagare sulle persone ritratte nelle fotografie che lei ha consegnato al detective. Recuperato e portato alla centrale di polizia, Taek riceve una chiamata dal cellulare di sua figlia, dall'altra parte del telefono però c'è Hyeok-soo.
- Durata: 50 minuti

### L'uomo che ride
- Titolo originale: 웃는 남자

#### Trama
Per proteggere l'incolumità della figlia e nonostante abbia conosciuto Soon-kyu, Taek mente alla polizia e poi raggiunge Hyeok-soo, lui rivela a Taek che se riuscirà a portarlo a Mukpo entro 88 minuti gli rivelerà la sua posizione. I due partono con un'auto della polizia e durante il tragitto Hyeok-soo racconta come ha conosciuto e scelto la figlia di Taek. Nel frattempo le indagini continuano e la polizia scopre che la figlia di Taek è stata rapita e che Hyeok-soo sta fuggendo su una loro auto. Taek è quindi costretto a seminare la polizia che lo insegue, poi cambiano auto e chiede a Hyeok-soo cosa contiene di così importante la valigia che porta con sè.
- Durata: 50 minuti

### Succeda quel che deve succedere
- Titolo originale: 일어날 일은 일어난다

#### Trama
Prima di ripartire, Taek chiama il detective e lascia aperta la telefonata in modo che possa sentire dove sono diretti e trovare qualche informazione per trovare la figlia. Hyeok-soo viene informato della presenza della polizia al porto dove è diretto ed è costretto ad accettare una soluzione alternativa di Taek. Nel frattempo Soon-kyu è arivata al porto e scopre dove è la persona che voleva far scappare Hyeok-soo con una sua imbarcazione e informa la polizia che si precipita al luogo indicato. Purtroppo Hyeok-soo riesce a fuggire nuovamente mentre un'altra squadra della polizia cerca senza sosta la figlia di Taek. Prima di imbarcarsi, Hyeok-soo rivela a Taek la posizione di sua figlia per poi mostrargli cosa custodiva nella valigia.
- Durata: 50 minuti

### La sfortuna non guarda in faccia nessuno
- Titolo originale: 불행은 이유를 묻지 않는다

#### Trama
Soon-kyu raggiunge il molo poco dopo che Hyeok-soo ha accoltellato Taek, nella colluttazione che scaturisce parte un colpo di pistola che la ferisce e Hyeok-soo riesce finalmente ad imbarcarsi e fuggire. Mesi dopo Taek si risveglia e gli fa visita il detective informandolo che Hyeok-soo è scappato in Cina, quando vede la foto sul fascicolo che il detective ha portato con sè Taek non lo riconosce, si ricorda tutto quello che gli ha detto ma non il suo volto.
Qualche anno dopo, Taek si mette alla ricerca di Hyeok-soo a Qingdao mettendo una taglia su di lui; l'unica informazione che ha trovato è che Hyeok-soo non è mai partito e che si trova ancora in Corea. Taek torna a casa ed inizia una vera e propria caccia all'uomo ma tutte le sue ricerche non portano a nulla, decide quindi di concentrarsi nel trovare Se-na. Una volta rintracciata, Se-na gli rivela la vera identità dell'assassino, Lee Byeong-min, e gli consegna una chiavetta usb contenente l'opera che avevano scritto che gli permette di rintracciarlo.
- Durata: 47 minuti

### Un giorno fortunato
- Titolo originale: 운수 좋은 날

#### Trama
Taek inizia a studiare le abitudini di Byeong-min e una sera riesce a fermare in tempo Se-na che si apprestava ad assassinarlo. Taek informa Se-na di credere che Byeong-min e Hyeok-soo siano due persone diverse, lei rivela di voler vendicarsi di quello che le fatto passare e che vuole aiutarlo, Taek però rifiuta il suo aiuto. Più tardi Taek incontra Byeong-min che prova a fuggire in auto per poi attirarlo in una trappola dalla quale si salva grazie all'intervento di Se-na. Taek rapisce Byeong-min e lo tortura per estorcergli la verità su quanto accaduto, Taek registra tutto ed è pronto a mettere la parola fine quando Byeong-min gli chiede di prendere un regalo dalla sua tasca che gli fa cambiare idea.
- Durata: 52 minuti

### Occhio per occhio, dente per dente
- Titolo originale: 눈에는 눈, 이에는 이

#### Trama
Taek, dopo aver scoperto che Byeong-min ha rapito Chae-ri, la fidanzata incinta di suo figlio, cerca in ogni modo di farsi dire dove si trova fino a quando, credendo che l'abbia già assassinata, decide di gettarlo in un pozzo di raccolta delle acque pluviali. Viene raggiunto da due detective, Kim e Choi, che lo fermano e salvano Byeong-min dall'annegamento, Taek sfrutta il salvataggio per allontanarsi evitando di essere arrestato. I detective analizzano il luogo dove Taek teneva prigioniero Byeong-min mentre lui, ormai in ospedale, assume guardie di sicurezza e mette al sicuro sua moglie. Nel frattempo Seung-Hyeon, figlio di Taek, inizia a cercare disperatamente Chae-ri. Non trovandola informa il detective Kim, che si trovava da Se-na per scoprire dove si nasconde Taek. Kim, iniziando a sospettare di Byeong-min, lo raggiunge in ospedale per parlargli, notando una ciccatrice sul palmo sinistro di cui gli aveva parlato Taek e che sotto pressione Byeong-min si tocca l'orecchio destro. Ormai scoperto, Kim prova a farlo confessare ma viene raggiunto dalla madre di Byeong-min, un giudice, che lo allontana. Il detective, uscito dalla stanza, ordina quindi alla sua squadra di concentrare le indagini su Byeong-min e, una volta tornata in centrale, scopre che Se-na ha aiutato Taek a rapirlo ma che non ha idea di dove sia. La moglie di Byeong-min, convinta dallo stesso a riposarsi, viene accompagnata a casa da un autista e lei riesce ad aprire la cassaforte del marito trovando all'interno le fotografie delle sue vittime, poi viene raggiunta da Taek che vuole pagarlo con la stessa moneta. Nel frattempo Byeong-min esce di nascosto dall'ospedale, trova Se-na e la raggiunge con l'intento di assassinarla.
- Durata: 47 minuti

### L'inganno della vita
- Titolo originale: 삶이 그대를 속일지라도

#### Trama
Byeong-min si appresta ad assassinare Se-na ma riceve una telefonata dal suocere che gli chiede preoccupato di Hyeon-ji che non è rientrata a casa, poi riceve un messaggio dal suo telefono con foto di lei imbavagliata prima di essere chiamato da Taek. Preoccupata dall'incolumità della moglie e del figlio che porta in grembo, rivela a Taek che Chae-ri è ancora viva e che la libererà, Taek gli da così un'ora di tempo per liberarla ed informa suo figlio di aspettare in officina. Nel frattempo Se-na riprende conoscenza in una stanza dove trova Chae-ri e, quando Byeong-min le raggiunge per liberare Chae-ri, le due riescono a fuggire e provano la fuga nel bosco vicino ma, incalzate da Byeong-min, le due ragazze cadono in un dirupo. Taek, dopo aver appreso che Byeong-min non ha liberato Chae-ri, presume che l'abbia già uccisa e spinge il taxi nel fiume con al suo interno Hyeon-ji, ma all'ultimo momento decide di fermarsi e liberarla. Raggiunge e affronta Byeong-min e nella lotta che ne scaturisce, Taek ha la meglio e mentre sta per ottenere la sua vendetta viene raggiunto dal detective Kim che lo convince a fermarsi ma, all'ennesima provocazione di Byeong-min, si getta dalla finestra pertondalo con se. Byeong-min viene processato e condannato a morte per gli omicidi commessi.
- Durata: 46 minuti

## Personaggi e interpreti

### Principali
- Oh Taek, interpretato da Lee Sung-min, doppiato da Riccardo Scarafoni.
- Geum Hyeok-soo / Lee Byeong-min, interpretato da Yoo Yeon-seok, doppiato da Emanuele Ruzza.
- Hwang Soon-kyu, interpretata da Lee Jung-eun, doppiata da Barbara De Bortoli.

### Ricorrenti
- Yang Seung-taek, interpretato da Tae Hang-ho, doppiato da Nanni Baldini.
- Kong Cheon-seok, interpretato da Joo Yeon-woo, doppiato da Marco Briglione.
- Koo Chae-ri, interpretata da Ki Eun-soo, doppiata da Luna Iansante.
- Yoon Se-na / Song Min-Seon, interpretata da Han Dong-hee, doppiata da Lavinia Paladino.
- No Hyun-ji, interpretata da Oh Hye-won, doppiata da Martina Felli.

## Distribuzione
A Bloody Lucky Day ha debuttato in Corea del Sud il 24 novembre 2023 sulla piattaforma di video on demand Tving.
In Italia la serie è stata interamente pubblicata il 1º febbraio 2024 su Paramount+.

### Edizione italiana
La direzione del doppiaggio è di Yuri Bedini e i dialoghi italiani sono curati da Alessandro Muraca e Alessandro Spadotto per conto della CD Cine Dubbing che si è occupata anche della sonorizzazione.

## Riconoscimenti
- Baeksang Arts Award
  - 2024 – Candidato a miglior attore Yoo Yeon-seok[5]